# Rance
『Rance』（ランス）は、1989年から2018年までの間にアリスソフトから発売されていたアダルトゲームのシリーズ作品である。
1989年に発売された『Rance -光をもとめて-』を第1作とする本シリーズは、「世界中の美女は俺様のもの」が信条の鬼畜戦士ランスと奴隷の魔法使いシィルが繰り広げる冒険活劇である。
本シリーズは、一般的な大作RPGシリーズとしては極めて珍しい、同一キャラクター群が、同一世界観で、継続した物語を展開している。各作品において、世界観、登場人物、物語が全てつながっており、商業RPG作品として類例を見ない大河ストーリーとなっている。シリーズ第1作発売以来30年を越える年月を経て展開されているが、魅力的なキャラクターとストーリー、そして独創的なギミックに富んだ世界観等が、新規プレイヤーを獲得しつづけた結果、今なお多くの支持を集める人気シリーズとなっている。
2018年にはナンバリングタイトル最終作となる『Rance X -決戦-』が発売され、大河ストーリーの完結をみた。
また、現在では入手困難、もしくは動作環境の用意できない初期シリーズのうち、『鬼畜王ランス』までの一部タイトルは配布フリー宣言により無料化されているほか、一部のタイトルはリメイク版が発売されている。
シリーズ1作目から『Rance X -決戦-』の売り上げを含めたシリーズ累計販売本数は100万本を超え、『ランス10』発売から3ヶ月後の2018年5月末時点で115万9193本の売上を記録した。

## 作品リスト

### 本編
Ranceシリーズ本編は完結作となる『Rance X -決戦-』まで発表され、これまでにリーザス、自由都市地帯、ゼス、JAPAN、ヘルマンで冒険が展開されてきた。その全てが同一の世界観と歴史で構成されたシリーズとなっているが、各作品の物語は独立しておりストーリーは一作ごとに完結する。
『ランス4.2』発売後に、それまでに用意された設定を集大成した外伝として『鬼畜王ランス』が発売されている。ただし、その後のシリーズ展開にあたり、ゲームシステムとの整合性などから修正が加えられた設定も存在している。
このため正史にあたるナンバリングタイトルの設定が、『鬼畜王』の設定より優先されており、ナンバリングタイトルで確定した設定が、以後、本設定として継続されている。
| 1989 | Rance -光をもとめて-                                     |
| 1990 | Rance II -反逆の少女たち-                                |
| 1991 | Rance III -リーザス陥落-                                 |
| 1992 |                                                          |
| 1993 | Rance IV -教団の遺産-                                    |
| 1994 |                                                          |
| 1995 | ランス4.1 〜お薬工場を救え!〜 ランス4.2 〜エンジェル組〜 |
| 1996 | 鬼畜王ランス                                             |
| 1997 |                                                          |
| 1998 |                                                          |
| 1999 |                                                          |
| 2000 |                                                          |
| 2001 |                                                          |
| 2002 | ランス5D -ひとりぼっちの女の子-                          |
| 2003 |                                                          |
| 2004 | Rance VI -ゼス崩壊-                                      |
| 2005 |                                                          |
| 2006 | 戦国ランス                                               |
| 2007 |                                                          |
| 2008 |                                                          |
| 2009 |                                                          |
| 2010 |                                                          |
| 2011 | ランス・クエスト                                         |
| 2012 | ランス・クエスト マグナム                                |
| 2013 | ランス01 -光をもとめて-                                  |
| 2014 | Rance IX -ヘルマン革命-                                  |
| 2015 | ランス03 リーザス陥落                                    |
| 2016 |                                                          |
| 2017 |                                                          |
| 2018 | Rance X -決戦-                                           |

| ナンバリング | タイトル                                                          | 発売日         | ジャンル                   | 備考                                                                               |
| ------------ | ----------------------------------------------------------------- | -------------- | -------------------------- | ---------------------------------------------------------------------------------- |
| 1            | Rance -光をもとめて-                                              | 1989年7月15日  | RPG                        | 配布フリー宣言対象ソフト                                                           |
| 1            | ランス01 -光をもとめて-                                           | 2013年9月27日  | RPG                        | リメイク OVA化作品                                                                 |
| 2            | Rance II -反逆の少女たち-                                         | 1990年5月15日  | RPG                        | 配布フリー宣言対象ソフト                                                           |
| 2            | ランス02−反逆の少女たち−                                          | 2009年12月18日 | RPG                        | 無料リメイク版                                                                     |
| 3            | Rance III -リーザス陥落-                                          | 1991年11月15日 | タクティカルRPG            | 配布フリー宣言対象ソフト                                                           |
| 3            | ランス03 リーザス陥落                                             | 2015年8月28日  | RPG                        | リメイク                                                                           |
| 4            | Rance IV -教団の遺産-                                             | 1993年12月11日 | タクティカルRPG            | 配布フリー宣言対象ソフト                                                           |
| 5            | Rance V                                                           |                |                            | 未発売                                                                             |
| 5            | ランス5D -ひとりぼっちの女の子-                                   | 2002年10月25日 | ボードゲーム風のRPG        |                                                                                    |
| 6            | Rance VI -ゼス崩壊-                                               | 2004年8月27日  | 3DダンジョンRPG            |                                                                                    |
| 6            | ランスVI 廉価版                                                   | 2009年3月19日  | 3DダンジョンRPG            | 低価格版 内容に変化は無い                                                          |
| 7            | 戦国ランス                                                        | 2006年12月15日 | 地域制圧型シミュレーション |                                                                                    |
| 7            | 戦国ランス 廉価版                                                 | 2014年12月19日 | 地域制圧型シミュレーション | 低価格版 内容に変化は無い                                                          |
| 8            | ランス・クエスト                                                  | 2011年8月26日  | フィールドRPG              |                                                                                    |
| 8            | ランス・クエスト マグナム                                         | 2012年2月24日  | フィールドRPG              | ランス・クエストのアペンドディスク                                                 |
| 8            | ランス・クエスト マグナム 統合版                                  | 2018年9月28日  | フィールドRPG              | ランス・クエストとランス・クエスト マグナムのセット 低価格版、ダウンロード販売のみ |
| 9            | Rance IX -ヘルマン革命-                                           | 2014年4月25日  | タクティカルRPG            |                                                                                    |
| 10           | Rance X -決戦-                                                    | 2018年2月23日  | 大戦争RPG                  |                                                                                    |
| 外伝         | ランス4.1 〜お薬工場を救え!〜                                     | 1995年12月1日  | アドベンチャーRPG          | Rance IV -教団の遺産- 後日談 配布フリー宣言対象ソフト                              |
| 外伝         | ランス4.2 〜エンジェル組〜                                        | 1995年12月8日  | アドベンチャーRPG          | Rance IV -教団の遺産- 後日談 配布フリー宣言対象ソフト                              |
| 外伝         | 鬼畜王ランス                                                      | 1996年12月19日 | 地域制圧型シミュレーション | ランスシリーズ本編のIF 配布フリー宣言対象ソフト                                    |
| 外伝         | 戦国ランス〜三匹が斬ったり突いたり燃やしたり -slash!thrust!burn!- | 2008年4月11日  | すごろく                   | フリーソフト                                                                       |

#### Rance -光をもとめて-
『 Rance -光をもとめて-』は、1989年に発売されたアダルトゲームである。同作はシリーズの第一作であると同時に、アリスソフトのデビュー作である。
アリスソフトはこれまでに本格的なRPGを開発したことがなかったため、アドベンチャーゲームのシステムを用いて、RPGとしてのシステムが構築された。
同作は1997年12月発売のWindows用ソフト『ALICEの館4・5・6』に収録されたほか、2013年9月27日にはリメイク版である『ランス01 光をもとめて』が発売された。
また、2014年にはリメイク版を原作としたOVA『ランス01 光をもとめて THE ANIMATION』が発売された。

#### Rance II -反逆の少女たち-
『Rance II -反逆の少女たち-』は、1990年5月15日に発売されたアダルトゲームである。
1991年6月1日には、ヒントディスクが発売されており、同ディスクにはミニゲーム「SDらんす-犯人は、誰だ-」が収録されている。
このミニゲームには同作のキャラクターが登場しているものの、本編とのつながりはない。
1997年12月18日発売のWindows用ソフト『ALICEの館4・5・6』に本作が収録された。
また、本作はアリスソフトの「配布フリー宣言」対象ソフトであり、ストーリーをまとめたダイジェスト版も配布されている。
さらには2009年12月18日発売の『アリス2010』に、内容の一部をリニューアルした『Rance02 -反逆の少女たち-』が収録されているほか、シナリオを大幅にリニューアルした『02改』もパッチ形式で収録されている。
本作はカスタムの町を沈没させた4人の魔女をランスが懲らしめに行く物語であり、彼女たち4人はのちのシリーズにおいて準レギュラーとして登場する。

#### Rance III -リーザス陥落-
『Rance III -リーザス陥落-』は、 1991年11月15日に発売されたアダルトゲームであり、ランスシリーズの第三作である。 2015年8月28日にはリメイク版である『ランス03 リーザス陥落』が発売された。
『I』と『II』においてランスは一人の戦士として描かれていたのに対し、同作ではリーザス王国を救うためにヘルマン帝国軍と戦う様子が描かれている。
TADAとともに同作の世界観を構築したぷりんが正統派RPGに由来する設定を組み込んだ結果、物語の深みが増し、同作を初出とする設定群は以降のシリーズの基礎となった。

#### Rance IV -教団の遺産-
『Rance IV -教団の遺産-』は、1993年12月11日に発売されたアダルトゲームで、ランスシリーズの4作目に当たる。
同作は開発中止となったメガCD用ソフト『闘神都市ユプシロン』を元にしており、『闘神都市』シリーズの要素が組み込まれている。
1995年12月には短編作品『ランス4.1 〜お薬工場を救え!〜』（以下：『4.1』）と『ランス4.2 〜エンジェル組〜』（以下：『4.2』）が発売されており、この2作はそれぞれにつながりがある。
また、2023年2月には、アリスソフトの許可を得たうえで、『4.1』と『4.2』の動作調整版がTADAのブログにて公開された。

#### ランス5D -ひとりぼっちの女の子-
『ランス5D -ひとりぼっちの女の子-』は、2002年10月25日に発売されたアダルトゲームであり、ランスシリーズ第5作である。同作は ランスシリーズ本編としてははじめてWindows専用となり、メディアもCD-ROMに限定された。
あらすじ
ランスとシィルは、最後の一人が脱出不能という「玄武城」に入り込み、城の中に閉じ込められていたリズナという女の子と出会う。
システム
移動・戦闘など、すべての行動に乱数的要素が用いられているほか、章ごとには制限時間が設けられている。アイテム入手は装備を含めてほとんどドロップに頼らなければならず、持てる数も20個程度となっており取捨選択も必要である。このため運に左右される部分が大きいが、サイコロやルーレットの出目をある程度操ることも可能である。また、女の子モンスターを捕まえてパーティに組み込むことも出来る。
開発
『鬼畜王ランス』の次回作となる『Rance V』の開発が開始されたが、大ヒット作である前作を超えようとするあまり、なかなか作品が完成しなかった。完成作である『ランス5D -ひとりぼっちの女の子-』のタイトルに「5D」が入っているのは、5Aから5Cまでの計画が途中で潰れたことに由来する。『V』の開発が頓挫した他の理由には、むつみまさととTADAとの間で方向性の相違が生じたことも一因だった。『V』の開発で疲弊していたTADAは『大悪司』の開発の中で、原画家の織音が積極的に働く姿を見て元気を取り戻し、最終的に『ランス5D』の開発に乗り出し、織音を『5D』のメイン原画家として起用した。『5D』でメインの原画を務めた織音は、以降シリーズ各作品の原画も担当することとなった。
TADAは『電ファミニコゲーマー』とのインタビューの中で織音との相性の良さを認めており、織音がTADAに合わせてくれたのかもしれないと振り返っている。また、TADAは『5D』のプログラムとシナリオも手掛け、『5D』はボードゲームとカードゲームを合わせた低価格帯の作品として作り上げられた。
また、本作の開発においては、SACTと呼ばれる開発システムが新たに導入された。
反響
『5D』はシリーズの再出発作として知られ、多くのファンに受け入れられた。一方で、初期のランスシリーズのような作風故に評判が良くなかったとTADAはインタビューの中で話している。

#### Rance VI -ゼス崩壊-
『Rance VI -ゼス崩壊- 』は、2004年8月27日に発売されたアダルトゲームで、ランスシリーズの6作目にあたり、シリーズで初めて開発にSystem4というゲームエンジンが用いられた。
後日談である『Rance VI -ゼス崩壊-その後』は、2004年に発売されたファンディスク『ALICEの館7』に収録されている。
あらすじ
ある日ランスは、魔法使いが権力を持ち、魔法が使えない者を奴隷同然に見る魔法王国ゼスにて投獄される。彼はレジスタンスの勧誘を受け、その一員としてゼスに対する活動を開始する。その一環として、ランスは、ゼスの博物館を訪れていたマリアと志津香を巻き込む。

システム
ダンジョンRPGである『VI』は、最大16人のパーティーで探索を行う。うち戦闘可能な人数は6名までで戦闘中でも自由に交代出来るが、キャラクターには戦闘可能回数が決められている他、逃亡コマンドが使える者も僅かなため、上手く戦力を分配する必要がある。魔法や必殺技は使い放題だが、多くの技には溜めが必要でありこの最中に攻撃を受けるとキャンセルされてしまうこともある。
イベント進行や女の子とのHには3種類の玉を使用し、ダンジョン探索によって手に入れる。Hはキャラクターの能力を上げたり才能限界を伸ばす効果があるため非常に重要である。ランス自身は自慰で強化出来る。
今回も女の子モンスターを捕獲出来るが、捕まえる度に調教師に引き渡してその顛末を聞いたりCGを見るという仕組みとなっている。
クリア後はやり込みモードによって、やり残したイベントや強敵への挑戦が可能。ここで物語の黒幕と決着することも出来るが、アリスソフト側はあくまで本編クリアで十分としている。
開発
本作はランスシリーズとは別の3DダンジョンRPGの企画を元に開発された。当時、社内で3D技術の導入が進められていたほか、スタッフの一人が映像的なインパクトの強さから、TADAに3Dの導入を積極的に勧めていた。TADAは、『ウィザードリィ』のような作品をまだ作っていないことに気づき、3DダンジョンRPGの開発に乗り出した経緯がある。また、本作には、幻となった『Rance V』に関連する要素も含まれている。
本作では、ランスの子の一人であるダークランスが登場している。初期設定では、短期間で成人し、父に成りすまして彼の女を寝取る形で復讐しようとするが、根が善人であるがゆえに失敗するという予定だったものの、キャラクターの肉体的な成長に合わせて立ち絵やシナリオを用意する必要があったことから、没となった。
その他
通販特典CD:「Rance 6 -collapse of Zeth- 通販特典ディスク -しばらくここでやっかいになってもいいか?-」には、『ランス1』、『ランス2』のダイジェスト版と『ランス4』の音楽なし版や織音による本編登場キャラの立ち絵全身、また未登場の魔人のラフ画像などが収録されている。ディスク内の追加プログラムを実行すれば、ゲーム本編に『大悪司』の岳画殺を登場させることが可能になっている。また、SYSTEM4で作られたミニゲーム「殺ちゃんディスク」には前述の殺や本編登場キャラに関連した短編5本が収録されている。
反響
人気投票
『ランスVI－ゼス崩壊－』はGetchu.com主催の2004年MOEゲーランキングの総合部門の7位、システム部門の5位に選ばれた。

#### 戦国ランス
『戦国ランス』は、2006年12月15日に発売された。
同作は、ランスシリーズ本編の7作目であると同時に、番外編『鬼畜王ランス』に続く、地域制圧型シミュレーションの第2作目でもある。

#### ランス・クエスト
『ランス・クエスト』は、2011年8月26日に発売されたアダルトゲームであり、ランスシリーズ本編の8作目にあたる。
2012年2月24日には、アペンドディスク『ランス・クエスト マグナム』が発売された。
また、同作はアリスソフトの別作品『イブニクル』シリーズのシステムの元になった。

#### Rance IX -ヘルマン革命-
『Rance IX -ヘルマン革命- 』は、2014年4月25日に発売されたアダルトゲームであり、ランスシリーズの第9作目にあたる。
同作のストーリー構築手法およびゲームシステムは『ママトト』と同様のものが採用されており、シナリオはヘルマン帝国の皇子パットンを主人公とした「パットン編」と、ランスを主人公とした「ランス編」の二つに分かれている。
あらすじ
プロローグ
前作ラストでシィル復活のため、ランスはヘルマン帝国に乗り込むも、政情不安定のため移動がままならず、とんぼ返りをするはめになった。そこへ、『6』で共闘したバットンから「ヘルマン帝国を解放のために力を貸してほしい」と頼まれる。ランスは謝礼などのいくつかの条件を飲ませる代わりに依頼を受け入れ、監視のために付いて来ていたかなみや、旅の途中で偶然出会ったマリアと志津香と共に、バットンと合流するために旅を始める。その道中、ランスは奴隷商人からルシアン=カレットという少女を救う。やがて、ルシアンの正体がヘルマン帝国の皇帝シーラ・ヘルマンであると判明したことから自体は一変する。
システム
今回はヒロインとの恋愛パート「ランスモード」と『ママトト』のようなタクティカルSLGの戦闘パート「タクティカルモード」、ストーリーパートである「イベントモード」から構成されている。
ランスモードは7人のヒロイン（ルシアン、ミラクル、ピグ、志津香、かなみ、チルディ、戦姫）をヒロインを攻略するという、恋愛アドベンチャーゲーム寄りのシステムとなっている。
タクティカルモードや自由戦闘にて得た猿玉を消費してランスモードでヒロインを攻略していき、それが終盤のストーリー展開にも影響していき、正史とIF展開の個別ヒロイン展開に分岐していく。
タクティカルモードや自由戦闘では、移動要塞「浮要塞」の心臓部を守りながら勝利条件達成をめざすママトト風の戦闘も存在し、「浮遊城モード」でカスタマイズすることにより、耐久値の向上や戦闘での援護攻撃などを図ることができる。
また、タクティカルモードでは一定条件下でヒロインが倒されると、ヒロインの凌辱が描かれたバッドイベントに進むことができる。バッドの条件が成立した場合セーフイベントも同時に発生するようになっており、そちらを選ぶとヒロインが運良く助かったということでバッドイベントが消滅しそのままストーリーが進むようになっている。
開発
当初は、ヘルマン、リーザス、ゼス、JAPANの四国を題材とした後に、これらの作品の登場人物の中から好きな者を選べるRPGを出す予定であり、『RanceIX』は『クエスト』の前に発売される予定だったが、諸事情により『クエスト』が先に発表された。
『IX』の二つのシナリオのうち、「パットン編」は、ヘルマン帝国に関連する設定を長年構築してきたぷりんが担当し、ランス編はTADAが担当した。TADAはぷりんに「パットン編」のシナリオを任せたことについて肯定的に考えており、「僕だと、どうしてもまっとうな格好よさからズラしたくなってしまいますから。ぷりんは、格好良く正統派の物語でまとめてくれました。ですからズレたほうを楽しみたい方は、ランス側のシナリオをご覧くださいと（笑）。」と電ファミニコゲーマーとのインタビューの中で振り返っている。また、TADAは「ランスモード」について、シリーズで恋愛ゲームらしい要素を入れられるのはこれが最後のチャンスであると述べ、一度やってみたかったとアリスソフトの公式ブログの中で話している。
反響
『Rance IX -ヘルマン革命-』は、Getchu.comが主催する「美少女ゲーム大賞2018」の総合部門の15位に、システム部門の3位にそれぞれ選ばれた。

#### Rance X -決戦-
『Rance』シリーズの完結編であり、2018年2月23日に発売された。

### 番外編

#### 鬼畜王ランス
『鬼畜王ランス』は1996年12月19日に発売されたアダルトゲームであり、アリスソフトが提唱する地域制圧型シミュレーションの第1作目でもある。
シリーズの外伝作品である同作は、「もしもランスが王様になったら…」というif設定を基に、ランスが様々な国を支配下に置く様子が描かれている。

## 登場人物
TADAは2022年の個人ブログの記事の中で、本シリーズのキャラクターは語感やキャラクターらしさを優先して適当に名付けたと語りつつも、2、3文字程度の短い名前のキャラクターを登場させた後に、名前の一部が共通する別人を出してしまい、ソースコードや登場シーンを調べる際に苦労したと振り返っている。
一方で、戦国武将をはじめとする実在の人物をモデルとしたキャラクターや、シリーズ外作品に由来するキャラクターも登場している。
たとえば美樹と健太郎は、『LEMONADE創刊号 さらわれた美樹ちゃん』およびその簡易移植版である『Little PRINCESS』（ 1987年11月発売）とその続編『Little Vampire』（1988年5月発売）の主要人物に由来する。また、これらの作品で主人公たちと対決したドラキュラは、設定を変更したうえで魔王ガイとして世界観に組み込まれている。加えて、『Little PRINCESS』の登場人物であるハニワはハニーの原点であるとTADAは2013年にアリスソフトの公式ブログに寄せた『Little PRINCESS』のプレイレポートの中で振り返っている。また、『Rance IX -ヘルマン革命-』には、本シリーズと世界観を同じくする『 かえるにょ・ぱにょ〜ん』から、同作の登場人物であるピッテン・チャオが登場している。
これとは逆に、本シリーズのキャラクターが何らかの形でシリーズ外作品にかかわるケースもある。たとえば、オムニバス作品『Super D.P.S.』（1992年発売）には、『II』を初出とするマリアを主役とした「マリアとカンパン」が収録されている。他社作品へのゲスト出演の例としては、DMMのソーシャルゲーム『FLOWER KNIGHT GIRL』のコラボイベント「ハニハニパニック」（2018年）と「メガ盛り！ハニハニパニック」（2022年）などが挙げられる。

## 世界設定
『Rance』の世界設定はアリスソフトの基本的な世界設定であり、『闘神都市』『かえるにょ・ぱにょ〜ん』などと共通している。
また、『イブニクル』シリーズのように、本シリーズに由来する設定が用いられるケースもある。

### 概略
本シリーズはどこかの宇宙に浮かぶ閉じられた空間にある一つの大陸を舞台としている。
かつては強大な力を持つ魔王とその僕である24体の魔人が世界を支配しており、人類は彼らに隷属を強いられていた。
魔王の座を継承したガイは人類に関心を示さず、大陸の東半分に人類を解放し、自由を得た人類は各々国家を作った。それから1000年、現在の主な勢力はヘルマン、リーザス、ゼスの三大国、多数の都市国家からなる自由都市連合、大陸東端の離れ島国JAPANである。
魔王はおよそ1000年の寿命が尽きると後継者に血を与え次の魔王とするが、ガイが後継者に選んだ来水美樹は魔王としての覚醒を拒み姿をくらます。主不在となった魔人たちは、ガイの遺志を継ぎあくまで美樹を魔王にしたいホーネット派と、美樹を殺し自ら魔王にならんとするケイブリス派に分裂し、内戦状態である。

### 大陸
本作に登場する大陸は、ルドラサウムという意識集合体が自らの遊び場として作った物である。ルドラサウムは、自分の生命の一部を分けて大陸に生き物を作り、それを眺め楽しんでいる。この大陸は、ルドラサウムが作った遊びのための箱庭でもある。
大陸は、ルドラサウム配下の4体の聖獣により支えられている。彼らが動くと地震が起こり大陸に大被害を及ぼすので、いつもはじっとしている。
大陸の回りには、太陽と月がぐるぐると回っていて昼と夜が作られる。1日は24時間、一年は365日となっている。

### 国・勢力

#### リーザス王国
大陸東方の豊かな大国。『I』と『III』のメイン舞台。かつてはヘルマンの一部であったが分離独立した。君主である女王リア・パラパラ・リーザスがランスに惚れこんでいることから、シリーズの多くの作品においてランスの強力な味方として登場する。ただし、実質的には、女王リアの筆頭侍女を務めるマリスが国を切り盛りしている状態にある。
リーザス軍は複数の軍隊に分かれており、第1軍・黒の軍は主力部隊であり、団長のバレス・プロヴァンスはリーザス軍の指揮全てを執る立場にある。
このほかにも防御に特化した第2軍・青の軍、優秀な戦士たちを集めた先鋒集団である第3軍・赤の軍、遊撃部隊の第4軍・白の軍、美女のみを集めた親衛隊・金の軍、そして後方支援専門の魔法軍・紫の軍などがある。

#### ヘルマン帝国
北の軍事大国であり、『IX』の主要な舞台である。君主は女王シーラ・ヘルマン。魔法力では三国中最低である半面、大陸屈指の軍事力を持つ。一方で土地が痩せている上、政治の腐敗により民の生活は貧しいことから、豊かな土地を求めリーザスに度々侵攻するがいつもうまくいかない。『III』では、皇子パットンを総大将としたヘルマン軍が一時リーザスの制圧に成功したが、最終的に失敗した。その後、『IX』にて、王位継承権を剥奪されたパットンによる革命が起こり、独裁政権が崩壊した。
鎮台制をとっているらしく、各地方ごとに軍団が常駐し、その管区内で治安維持など、ある程度の軍政を敷いている。
とはいえ、中央の腐敗のために、各地方の軍団は資金難にあえいでいるため、地方に行けば行くほど盗賊などがはびこっており、『鬼畜王』ではヘルマンの地方都市に対してランスが恒常的に略奪を働いていた。
正規軍のほか、自発的に結成された市民兵軍や、遺跡警備の軍がいる。

#### ゼス王国
南の魔法大国。『VI』のメイン舞台。かつての聖魔教団の影響がいまだに強く、豊かではあるが、魔法が使える者は一級市民、使えない者は二級市民として身分差別があり、貧富の差は激しい。ガンジーは魔力の高さから国王に選ばれたものの放浪癖があり、実際は四天王と上級官僚が国を動かしている。また、四天王も魔力だけを基準に選んだために政治を不得意とする者がほとんどであり、唯一まともに政治が行える山田千鶴子がほとんど全てを取り仕切っている。『VI』以降は一級市民と二級市民の身分格差が取り払われ、四天王も魔法力にかかわらず政治力を前提に選出されるようになった。
魔法力では三国中最高であり、いざ戦争の際には奴隷兵を壁にして、その後ろから魔術師が魔法を飛ばすという戦法を採る。西側に魔族の住む魔界と言われる地帯との長い境界線があり、マジノラインと呼ばれる強力な魔法防衛線で魔族やモンスターの侵入を阻止している。

#### 自由都市地帯
リーザス南方の小都市国家群。それぞれ特色のある街づくりをしている。
カスタム
『II』の舞台であり、同作において魔法使いラギシスと4人の弟子の戦いの余波で地下に沈んでしまったが、マリアの科学技術（この世界ではほぼマリア独自の技術）によるハイパー都市として再建されている。
アイス
『4.1』『4.2』の舞台であり、キースギルドやランスの家に加え、「世色癌」シリーズ等を製造している世界最大の製薬会社「ハピネス製薬」の本社工場がある。
闘神都市
聖魔教団が作った浮遊要塞（イラーピュ）がLP2年にIVの事件で自由都市地帯に墜落した場所に出来た都市であり、後の「闘神大会」の舞台となる。
ポルトガル
JAPANとの連絡口。
レッド
セル・カーチゴルフの教会がある赤レンガの町。
Mランド
遊技施設のみで出来た街で、評判が良い反面、遊ぶためには高額の金が必要なので利用者は少なく、経営状態はあまりよくない。『VI』でコパンドンに買収され、ランス好みの遊園地と化した。
ラジール
マリア秘密工場がある小都市国家。
火星国
火星大王が治める国。『鬼畜王ランス』のみの登場。
ハンナ
篠田源五郎の住む町。
コパ帝国
LP4年頃、世界一の富豪となったコパンドンにより買収、建国された国。建国後、さらにMランドや周辺都市の買収合併も行われている。
国家元首であるコパンドンが率いるドット商会、さらにコパンドンが引き抜いたキースを長とする冒険者ギルド、アマズサが社長を務める黒い土建屋「アマズサ組」、ランスの居城である「ランス城」等がある。
パランチョ王国
『かえるにょ・ぱにょ〜ん』の舞台。
ゴモラタウン
小さな独立村。ランスが幼少時代を過ごした村、14歳での村長の娘の姉妹の妹との初体験を切っ掛けにプレイボーイと化したランスは二股劇を繰り広げた挙句に追い出された。なお、村長の娘の姉妹の姉がランスにとっての初恋（のようなもの）であり、ランスが年上の女性に対する微妙な態度のとり方の理由でもある。
コー
『III』のみ登場。何かの呪いのために、突然住民が誰一人居なくなってしまった街。『鬼畜王』では名前自体出てこない。
ロックアース
グラッグ・アルカポネ率いるマフィア「DX会」が存在する。
川中島
この世界最大の宗教であるALICE教（AL教）の本部がある。他の都市との交易もほとんど無い要塞都市になっている。
『ランス・クエスト』冒頭において教皇ムーララルーが死去し、次期教皇を選出するためのムーラテストが実施され、前法王の娘でもあるクルックー・モフスが新法王に選出された。
シャングリラ
人間世界の中央部にある砂漠の中にある都市。簡単にはたどり着けない。

#### JAPAN
JAPANは、『戦国ランス』における主要な舞台であり、はるか昔、真面目に大陸を支えずに遊び歩いていた聖獣オロチが、散歩中に誤って大陸に衝突した結果、大陸の一部が割れてできた大陸東方の島国である。
大陸とは違う独自の文化を発展させている。自由都市ポルトガルとの間に架かる天満橋によってのみ大陸と繋がっている。天下統一を巡って大名達が争い、戦国時代の様相を呈していたが、魔人ザビエルが倒された現在は、織田家がJAPANをまとめている（if世界である『鬼畜王』では織田信長がほぼ統一している）。領土は小さいものの、非常に高い才能限界値を持つものが多く存在している。
オロチが島の間に挟まる形で支えているため、オロチが動くと地震がおきる。また、オロチが過去に引き起こした地震により各地に地獄とつながる穴（地獄の穴）ができ、そこから侵入してきた鬼たちが人々を襲っていたが、北条家による封鎖や鬼の調伏、さらには数百年がかりの大事業の結果、LP暦に入った現在ではほぼ封鎖が完了している。
また、JAPANには、思いや情念が具現化した「妖怪」と呼ばれる生物がいる。彼らは魂を持たないことから、ルドラサウムの魂循環のシステム外の存在である。
加えて、JAPANには、魔界の魔王に相当する帝がおり、JAPANの人間と妖怪に対して絶対命令権を持つ一方、帝がいないと一つに纏まることは難しい。
かつて藤原石丸の下、人類統一目前まで勢力を伸ばしたことがあるが、当時の魔王ナイサチに討伐を命じられた魔人ザビエルと魔軍により人類統一は破綻する。大陸にはJAPAN風の名前の人物が多数存在するが、それは藤原の進出時代の移住者達が大きな原因のひとつである。
藤原家
NC0680年代のJAPANの盟主。後に藤原石丸に率いられJAPANを統一し、大陸に攻め込んだ。モデルは藤原氏。
天志教
JAPAN最大の武闘派仏教組織で、人間の魂を効率良く悪魔王ラサウムの元へ送ることを目的に、月餅により創設された。ルドラサウムの存在ならびにALICE教団の真の目的を把握しており、打倒ALICE教団を掲げている。信者は死の直前に帰依の術を使う。帰依の術を使えば、仏の下に送られると信じられているが、実際には創造神ルドラサウムとの輪廻を切り離され、悪魔王ラサウムの下へ送られる。
足利家
GI0455年からGI0910年にかけて安定した統一国家をJAPANに打ち立てた。当主は代々尊氏の名を継ぐ。モデルは室町幕府。
巫女機関
足利家によるオロチと地震の研究の結果、負を背負った者を喰わせることで地震規模を縮小できることが確認された際、負を集めオロチを鎮めることを目的に設立された機関。負の感情を凝縮した巫女を作り出すこと、それを生贄に捧げることなどを取り仕切っている。巫女が男性に抱かれることで負の感情を移し変えることにより、負の感情を集められるが、それなりの修練が必要になる。オロチの生贄となった巫女はオロチっことして未来永劫オロチと魂だけで生き続けることになる。
織田家
かつてはJAPAN最大勢力だったが、現在の信長が当主になってから弱体化の一途をたどっている。のちに一部が足利家と組んで織田家から独立し、原家という国家を樹立する。
モデルは尾張国。
北条家
陰陽道の組合が力を持ち、一定の勢力となった国。モデルは伊豆国。
上杉家
国自体は男女平等だが、他の国が女性差別する国が多いために優秀な女性が集い出来た女性中心の国。自らの欲望のために勢力を拡大する大名達が他国に攻め込む不義の戦を見つけると、自国からどれだけ離れていても、利益が無くとも現れ、攻め込まれている国に加勢する義の集団。モデルは越後国。
武田家
てばさきによる強力な騎馬隊を有する。モデルは甲斐国。
今川家
ハニー達が戦国武将ごっこをするために作った国。モデルは駿河国。
徳川家
狸の妖怪達に乗っ取られてしまった国。モデルは三河国。
浅井朝倉家
朝倉家がテキサスの小大名を吸収合併して出来た国。モデルは近江国と越前国。
伊賀
伊賀忍者の頭領である犬飼が、忍者の身分と権利を守るために織田家から独立した国。モデルは伊賀忍者。
種子島家
新兵器である鉄砲を生産出来る。
明石家
毛利家に大敗して大多数の武将を失う。ぬへと呼ばれる人工生命体を封印している。家紋と武将の名前は阪神タイガースをモデルとしている。
毛利家
毛利元就が呪い付きになってから、勢力を拡大したちんぴら集団で、かつて尼子家を滅ぼしたことがある。
モデルは安芸国。
タクガ軍
鬼が闊歩する流刑地。死国を管理する北条家の混乱に乗じ、坂本龍馬らが独立した。
島津家
島津四兄弟が誰が一番モテるか競争していたら、アフリカ地方を統一してしまった国家。モデルは薩摩国。

#### 昇竜山
ヘルマン帝国や魔人領と隣接した地域に位置する山。その周囲は「カラーの森」というカラー達の隠れ里がある広大な森に囲まれており、現女王パステル・カラーが住むペンシルカウもここにある。山の本体は最強種族であるドラゴン達の住処であり、ドラゴンの王であるKDもここに住んでいる。
カラーたちはリーザスとは同盟関係にある一方、ヘルマン帝国とは対立関係にある。
ペンシルカウはパステルの曾祖母にして3代前の女王であるフル・カラーが作り出し、3種の神具によって強化された結界と女王のみに使える大量虐殺用の呪いであるモルルンBに護られており、カラーに招待でもされない限りたどり着くことは不可能とされている。 また、歴代女王の眠る水中神殿マザーカウというダンジョンが地下に存在し、ここに納められた歴代女王の遺品たる3種の神具は、カラー女王専用の無敵装備たり得る。

#### 魔人領
大陸の西半分を占める、魔王を頂点に24体の魔人、魔人の僕である使徒、その他様々なモンスターが支配する世界。魔王は魔血魂と呼ばれる血の塊を他の生物に与えることで魔人を作り出す。魔人となった生物は著しく強化され、不死となる。血の契約により魔人は魔王に対して絶対に逆らえない。継承資格があるものが魔王を殺しその血を飲むことで新しい魔王になれる。だが現魔王の来水美樹は魔王として未覚醒のためその効力がなく、野心家の魔人ケイブリスに命を狙われている。前魔王ガイの娘で、美樹を擁立して人間との共存を続けたい魔人ホーネットは、ケイブリスと二派に分かれて争っている。
魔王
魔王（英名は「Vampire of Blood Pool」）は、プランナーによって、世界の安定を回避するために作られた存在である。天界の存在と比較した場合には一級神以下、悪魔においては三魔子以下の実力であるが、地上では最強の存在。原則として1体のみがいる。
地上のあらゆる生き物から選出されるが、魔王として覚醒すると姿が変化するほか、邪悪に染まり破壊衝動にかられるようになる。魔王は通常の剣や魔法による攻撃を無効化する「無敵結界」を持つ。魔王の血を受けた魔人も同様。そのことが人類にとって彼らをより一層脅威としている。魔王や魔人にダメージを与えるには無敵結界を無効化する武器（現在知られるのは魔剣カオスと聖刀日光の二振りのみ）が必要であるが、彼らの戦闘力は非常に高く、それらの武器を用いても倒すのは容易ではない。また勇者・魔王・魔人・神の軍勢（エンジェルナイト等）、悪魔の攻撃には結界の効果は無い。
無敵能力を得たスラル以降の魔王の寿命は約1000年であり、その間は不老不死である。魔王は寿命を迎える前に適格者を探し出し、全能力を継承しなくてはならない。継承後は元の種族に戻る。継承しなかった場合には、やがて魔王の力に飲み込まれ消滅する。
なお、本シリーズの世界では年号として魔王の名前を冠しており、作中における現在の美樹の時代はLP（リトルプリンセス）、ガイの時代はGIである。また、魔王が死ぬと神がAL教教皇を通じて人類に新しい年号を伝える。
魔人
魔人（英名は「Dark Lord」）は、魔王から魔血魂を与えられることによりなる。魔王と同じ無敵結界と不老の能力を持つが、魔王に逆らうことができない。最大24人存在する。魔人になると能力が上がる（メインプレイヤー以外の種族のときは技能レベル・才能限もつく）。外見も変化し、中には性別まで変化するものもいる。魔人はモンスター・異星人・鬼など多岐に渡る。
使徒
使徒は、魔人が自分の血を与えて作る僕。不老だが、魔王と魔人の関係と異なり、絶対服従ではなく無敵でもない。それでも通常の人間で勝つことはほとんど不可能。使徒の数に制限はないが、多くなるほど魔人の力と使徒への支配力は弱くなる。使徒になると外見が変化する。メインプレイヤー以外のものが使徒になったときは、技能レベル・才能限界がつく。
勇者
魔王および魔人に対抗する存在で、人間の中からランダムに選ばれる。覚醒すれば魔王と互角に戦えるだけの力を持つと言われている一方、実際はプランナーによって能力を設定されており、実際に魔王を倒すためには、少なくとも2/3の人類が死滅していなくてはならない。また勇者は20歳で定年となり、勇者としての能力を失う。

#### 聖魔教団
かつてガイが人間に対する不干渉を決めていた頃、M.M.（マジック.マスター.）ルーンこと魔術師のルーカ・ルーンは、師でもあり友であるフリークを死から救うため、生命と機械との融合させる技術「バイオメタル」を開発した。当初この技術は永遠の生命を生み出すことが目的だったが、これを応用して闘将と呼ばれる改造人間を生み出す。ルーンを頂点に24人の魔法使いが指導する魔教団を作ると、闘将の力を使い、人類世界の統一を果たした。魔教団は聖魔教団と改名し、魔王からの完全独立を企図する。聖魔教団は魔人に対抗するため、闘将以上の力を持った闘神という巨大兵器を生み出した。絶大な破壊力を持つことに加え、浮遊要塞（都市）である闘神都市を動かすことができたため、魔人側の興味を引いてしまう。戦力が整っていない聖魔教団が魔軍からの強襲を受けた結果、人類史上最悪と語り付かれる魔人戦争へと発展する。30年以上に渡り聖魔教団は善戦したが、闘神の力をもってしても魔人の無敵結界を突き破ることは出来ず、魔人たちを一人も仕留められずに終わる。
また、聖魔教団側は魔法が使えない人類を蛮人と呼んでいたこともあり、これらの人類は最終的に聖魔教団を裏切り魔王側と同盟を組んだ。このことによりルーンは発狂し、人類殲滅を命令する。そして、フリークは黒髪のカラー・ハンティ、魔法が効かない闘将ミスリーと協力してルーンを倒す。フリークによって闘神・闘将は封印され、聖魔教団は壊滅した。
聖魔教団は卓越した魔法加工技術により、戦闘には闘神・闘将を、農業には魔農民を作り出したほか、通常は上げることが不可能な技能レベルを上げる手段も持っていた。これらの技術は聖魔教団の壊滅とともに失われたが、魔法使いの国ゼスはその遺物を使って、他国にはない文明を営んでいる。また、量産タイプである聖骸闘将はモンスターとして世界に残っている。
闘神都市は各地に落下し、地下に埋まって遺跡となったものもある。『IV』において、ランスたちはいまだに浮いていた闘神都市を訪れている。
- 闘神都市Γ（ガンマ） ゼス国の首都を護る「王者の塔」の地下にある。現在はレッドアイが寄生している。
- 闘神都市Ι（イオタ） ゼス国の首都を護る「日曜の塔」の地下にある。
- 闘神都市Κ（カッパ） ゼス国の首都を護る「跳躍の塔」の地下にある。
- 闘神都市Ο（オミクロン） ゼス国の首都を護る「弾倉の塔」の地下にある。
- 闘神都市Δ（デルタ） ゼス国を護る「マジノライン」の地下にある。

これらはいずれもマナバッテリーの動力源として使用されている。
- 闘神都市Υ（ユプシロン） 完成間近で戦争終結を迎えそのまま放置され、謎の浮遊都市「イラーピュ」として空に浮かんでいたが、LP2年に自由都市地帯に墜落。その場所が「闘神都市」になる。
- 闘神都市Ω（オメガ） ヘルマン国シベリアの北の雪原に埋もれている。未完成の闘神都市。フリークの闘神の本体がここに眠っている。

#### エターナルヒーロー
魔王ジルを倒し、奴隷とされていた人類を解放するために旅立った、5名のパーティ。しかし、魔王・魔人は元々人間とは比べ物にならないくらい強く、加えて無敵結界があるため、歯がたたなかった。そこで魔王・魔人を倒す方法を求め、ついにヒントを得る。それはこの世の法則を司る神プランナーとの謁見だった。GL533年にブリティシュを除き、エターナルヒーローのメンバーは願いを叶えてもらう。彼らは願いは叶えてもらったものの、各自想像していたものと違ったため、それを期に分裂する。ブリティシュ以外の4人のメンバーは願いの不可抗力により不死になったため、ブリティシュは呪いにより、1000年以上経たLP歴になっても生きている。

#### 神々
ランスの世界での神々は、ルドラサウムの世が楽しくなるように、世界のルールを管理する存在であると同時にルドラサウムの一部である。
厳密には、創造神ルドラサウムとその生命力から作られた三超神「プランナー、ハーモニット、ローベンパーン」は神ではなく、神や悪魔を超える存在とされている。
神は階級の存在しない永遠の八神、その下に1級から13級までの神（天使含む）に分かれ、ある一つの社会を持っている。魔王はあくまでも地上においてでしか最強でないため、魔王は1級神に太刀打ちできない。
神にスカウトされれば、人類から神になることは可能である。元人類の神は、ウィリスとみかんが確認されており、両名ともレベル神である。宇宙人も一名レベル神になっていて、火星大王が確認されている。一方で、人類（もしくは宇宙人）から悪魔になるという設定は確認されていない。カラーは天使か悪魔のどちらにもなれる。
創造神 ルドラサウム
白い鯨のような姿をした意識集合体で、超機構とも呼ばれる。
その身体自体が生命力の塊であり、この世界のすべてである。地上の生命、たとえ主人公のランスであろうともルドラサウムの生命力の一個に過ぎない。
「人間、カラー、男の子モンスター、女の子モンスター」などの世界に生きる魂をもった生き物（虫、妖怪など以外）や大陸は、すべてルドラサウムの生命力を切り離して作られたものである。死亡した生き物は地獄にいる鬼によって汚れた魂（生命力）を洗われ再びルドラサムの元に送られる。
ルドラサウムはまず始めに自分の生命の一部を分けて大陸を作った。それだけでは寂しく退屈なため、自らの生命力の一部を使い生き物を作り、その生命力の輪廻のシステムとして神や鬼なども作った。ルドラサウムは、それらの生き物の争いを見て余興としたが、その生き物の進化が面白くなくなったり、飽きたらすべてを滅ぼし始めから作り直したりもしている。実際に年表では、ドラゴン達により大陸統一国家トロンが結成され、恒久的な平和が訪れた翌年のAV0060年にルドラサウムが飽きたため世界が崩壊している。
LP歴においては文献に残るのみだが、古には創造神ルドラサウムを信仰する宗教があり、死ぬと魂がルドラサウムに還るという世界の真実を伝えていた。
三超神
ルドラサウムが生み出した三体の分体。
永遠の八神
生物というものが希薄していた時代に、三超神のハーモニットによって生み出された神性。それぞれの能力は強大で地上界最強の存在である「魔王」ですら遠くおよばない。彼らは全て不老不死であり、唯一の例外を除き殺すことが出来ない。八神はお互いが対立状態にあるが（光の神が闇の神と、炎の神は水の神と敵対しているといった具合に）、仲が悪いという程度で殺し合いはしていない。以上のことから、独自のゆったりした時間の中で彼らは生きており、よほどのことにしか関心をもたず心を動かすこともく、地上を支配することも考えていない。
第1級神 - 第13級神
第1級神 - 第2級神
永遠の八神直属の部下。彼らの仕事は上司ともいえる八神の完全な下僕で逆らうことは考えたことすらない。
地上界に影響を及ぼす行いをしたり、他の八神の行動を管理している。「永遠の八神」一人に対して、部下である第一級神、第二級神は一人か、二人でこれより多い部下をもつ者は「永遠の八神」の中にはいない。
伝承に出てくる神は大概ここまで、永遠の八神はその存在すら知られていない
第1級神と第2級神の間には圧倒的な差がある。第1級神はレベル1に戻す（ランスは『4』で実際にされた）、時間改竄、原始分解等、次元の違う力を持っていて、魔王でさえ太刀打ち出来ない。
第3級神 - 第6級神
1、2級神の部下。階級認定をする管理職や悪魔と戦う時に隊長クラスがこの階級に当たる。
第7級神 - 第13級神
レベル神や、悪魔と戦ったり魂を回収する天使等、地上にかかわる神。
レベル神
レベルアップを司る神。神がつくレベルは才能がある程度あるもののため、基本的に担当が決まっている。経験値に基づいてレベルアップをさせるが、経験値がなくともレベルアップをさせることは可能。レベルダウンをさせることは任意でできる。違法ではあるが、通常はあげられない才能限界をあげることもできる。また、就業規則上の都合から、女性体のレベル神がレベルが上がるとストリップをする。

#### 悪魔
悪魔王ラサウムは、ルドラサウムが三超神を作った際に残り滓から生み出された。
ラサウムにより悪魔界が作られ、ラサウムの息子達である三魔子（さんまし）と、その下に壱階級から壱拾弐階級までの悪魔がいる。ラサウムは自分がルドラサウムに取って代わるために悪魔達に輪廻の輪から死者の魂を掠め取らせ、自らの力としている。
新しい悪魔の誕生方法としては3つ確認されている。カラーが悪魔になる。男性体の悪魔が、女性体の悪魔に子どもを産ませる。女性体の悪魔がフセイ（人類でいう生理）のときに、人類の男が性行為をする。
零階級魔神（悪魔王） ラサウム
ルドラサウムの敵対者。いつかラサウムがルドラサウムに取って代われるように魂を掠め取っている。魂を集めた数で昇格する。
無階級魔神 テェロ・エティエノ
特階級魔神（三魔子）
第壱階級魔神 - 第参階級魔神
悪魔界の区画を治める領主の位の上級悪魔。部下に集めさせた魂を三魔子に献上する仕事を担っている。
第四階級魔神 - 第八階級魔神
地上に現れる一般的な悪魔。ラサウムのためにルドラサウムの輪廻から魂を掠め取る仕事を担っている。
第九階級魔神 - 第壱拾弐階級魔神
悪魔界の一般的な住人。無能者や生まれたばかりの悪魔が与えられる階級。

### 種族
本シリーズにおいては人間以外の異種族も登場しており、作中ではモンスターと同じような扱いを受けることも多い。

#### 神
神・天使
ルドラサウムと三超神を除く神。
永遠の八神以下、ルドラサウムを楽しませるために世界を管理している。
上位の神が下位の神をつくる、人類・宇宙人からスカウト、カラーが天使になる等で産み出される。男女ともにおり、性行為は可能であるが、繁殖は確認されていない。
鬼
鬼王を頂点に、地獄と呼ばれる場所で、神の回収した魂を洗浄してルドラサウムに還す仕事をしている。男しかおらず、人類の女を使って繁殖する。

#### メインプレイヤー
メインプレイヤーとは、三超神の一人ローベン・パーンによって生み出された、地上世界の主役となる存在。ルドラサウムを楽しませるために作られた存在であり、ルドラサウムが飽きてしまえば滅ぼされる運命にある。
丸い者
最初に創られたメインプレイヤーで、魂をそのままに形成した生命体。メインプレイヤーとしては失敗作とされた。魔神ケイブリスの出身種族である「リス」などさまざまな変種があるほか、最初の魔王ククルククルはこの種族出身である。
ドラゴン
2番目に創られたメインプレイヤー。基本的に男だけで繁殖能力はなく、唯一の女はプラチナドラゴンのカミーラのみ（後に魔人になる）。あまりに完璧な生命体で、魔王さえ下し平和な世界を作ってしまったため、ルドラサウムに飽きられて滅亡した。2番目の魔王アベルはこの種族出身。
人間
3番目に創られた、現在のメインプレイヤー。3番目の魔王スラル以降は、全て人間出身の魔王となっている。

#### その他種族
聖女の子モンスター
すべてのモンスターを生み出す存在で、聖女モンスターとも呼ばれる。なお、厳密には彼女達はモンスターではなく神に分類される。
ハニー
埴輪の形をした謎の生物。非常に多種にわたるが、割れると死ぬということ、ハニーフラッシュという必殺技が使えること、そして魔法が一切効かないという共通点を持つ。人間の目に付かない所で、人間社会を上回る規模で社会を形作っている。どこかに全てのハニーを統括するハニーキングというハニーがおり、その強さは未知数。また不思議な力も使う。
カラー
女性だけしかいない種族であり、繁殖には人類の男を利用する。青い髪にエルフのような耳を持ち、額にクリスタルが埋め込まれている。死んだ時、または「変化の時」を迎えた時には、生前の行動によって天使または悪魔に生まれ変わる。額のクリスタルは処女だと赤く、そうでなければ青いが、変化の時を迎えると色が固定化され、以後処女が非処女になったとしても色は変わらない。青いクリスタルには絶大な魔力が宿るため、クリスタル目当てに狙われることが多い。
魔王アベルの時代に、新たな天使供給源としてドラゴンカラーと呼ばれる存在が生み出された。ドラゴンに代わり人類が新たなメインプレイヤーに決まると、既に天使となっていた個体も含め、ドラゴンカラーは抹殺処分される。その後、新しく人類と似た容姿の人型カラーが作られ、翔竜山の麓に作られた森で最初は多数存在していたが、一通り天使の需要（天使は死なないので、ある程度の数がそろうと増やす必要がなくなる）が整うと急速にその数を減らす。
スラルの時代には、魔王によりカラーの娘が魔人に変化させられ、のちに性転換を行い魔人ケッセルリンクとなる。
さらにその後のナイチサの時代には、カラーたちが王国を作って人類の一部を支配下におさめるが、人類の反発を受けて撃退される。その際にカラーの持つクリスタル効果が判明し、以降人間たちに追われる身となる。ジルの時代にインデックスとハンティが中心となり、カラー達が安全に暮らすためのコミュニティ・ペンシルカウが建設された。これにより人類とは完全に距離を置いて独自で生きて行くようになる。
ガイの時代に入り、カラーたちは当時勢力を広げつつあった聖魔教団と同盟関係を結び、闘神都市を浮かべる際には、大量の魔力を供給した。蛮族（魔法を使えない人間たち）が教団との戦いにクリスタルを利用しようとカラーの森に攻め入った時には、教団から派遣された闘将達が撃退したほどだったが、教団滅亡後には人類によるカラー狩りが一層激しくなる。当時のカラーの女王だったフルが天使か悪魔への変化を拒み英霊となり、それ以降、歴代女王が自ら英霊となり村を守る結界となる制度が定着した。また、フルの娘・ビビッドが女王に就任した際には、各種の掟が整備されたほか、人間を精液タンクとして本格的に使うようになった。
以上のことから人類による国家群とは距離をおく一方、ゼスとは対ヘルマン帝国という立場で協力しており、ペンシルカウへゼスからの使者が送られるほか、交易品として事故死したカラーのクリスタルが用いられている。
なお、AL教の関係者がペンシルカウへ布教しに来ることもあるが、カラーたちは基本的に自然を信仰しており、あまり布教が進んでいない。
ホルス
翼を持つ種族で、高速で飛び回る能力を持つ。この世界で生まれたのではなく外の世界から来た。
ポピンズ
からくり工作が得意な小人族。
ムシ・サカナ
聖獣の老廃物から自然発生した生物。 誕生にはルドラサウムが関わっていないため、魂はない。

### 用語
- 才能レベル
経験値を溜めることで上げることのできる、一般的なRPGで言われる「レベル」で、才能限界値はその上限に当たる。才能レベルが上がると、HPなどのステータスがアップしたり、新しい技が使えるようになったりする。レベル神を呼ぶか、町のレベル屋で上げてもらう。現実と同じように修行をサボると下がるし、実戦で勘を磨かねばある程度より上の実力を維持し続けることは難しい。
レベルが限界値に達すると、どんなに経験値を溜めてもこれ以上にレベルアップは出来ない。限界値は生まれつき決まっていて変更は出来ないが、ハイレベル神に賄賂を贈るなどの裏技を使えばある程度上げることも可能。才能限界値はこの世界を支配する絶対的な法則なのだが、ランスだけはリミッターが外れており、才能レベルが無限に上昇する。ランスとHした相手も才能限界値がアップすることがある。レベル上限が無いことについて、特殊な遺伝子を持つせいと表現されランス・クエストで登場するランスの娘（リセット）は父・ランスと同様に才能限界が無限大（∞）となっている。
- 技能レベル
剣技・魔法・料理など、それぞれのカテゴリにおける極め度、あるいは不運・フクマンなどのような属性の強さ。複数の技能レベルを持つ者もおり、たとえばランスは剣戦闘Lv2、盾防御Lv1である。Lv1はそれなりに熟達した状態であり、Lv0でもまったく使えないということではない。Lv3は故人・魔人を含めても数えるほどしかおらず、魔法系以外のLv3至っては希少。ただし強力な必殺技は才能レベルがある程度あがらないと覚えられない。技能レベルが高いものは、才能レベルの数値も高いのが一般的。なお、生まれつき決まっており、変更は出来ないとされているが、聖魔教団には技能レベルを上げる方法があったという。

- 技能レベルによる違い
技能Lv1 そこそこ使いこなしている。一人前から並みの達人まで。魔法でいえば「炎の矢」「ヒーリング」などが使える。
技能Lv2 必殺技を使える。天才の域。魔法でいえば「白色破壊光線」などの強力な必殺技が使える。
技能Lv3 伝説の域。魔法でいえば異次元空間などが作りだせる。

- 技能Lv3一覧
魔法Lv3 ホ・ラガ、アニス・沢渡、ハンティ・カラー、魔人レッドアイ
執事Lv3 使徒アレフガルド
報道Lv3 クリちゃん
陰陽Lv3 北条早雲（初代）
剣戦闘Lv3 上杉謙信（帝状態）
ハニーLv3 ハニーキング
栄養士Lv3 3G
フクマンLv3 名取
くのいちLv3 鈴女

## 年表

### 魔王システム前史
- 数万年前 ルドラサウム、暇つぶしのために大陸を創造する。

ルドラサウム、世界管理のシステムを構築させるために三超神を創造する。
その際の残りカスより悪魔王ラサウム誕生。
ラサウム、悪魔界を創り出す。その後自分の体からテェロ・エティエノを創り出し妻とする。
超神ハーモニット、永遠の八神を創り出す。
超神ローベン・パーン、メインプレイヤーとして丸い者を創り出す。
超神プランナー、魔王のプロトタイプとしてトロスを創り出すがトロスが部下である魔人に倒されてしまう。これを教訓に魔人は魔王に絶対服従という設定が付け加えられる。

### 魔王ククルククル時代
- KuKu0001年 超神プランナー、魔王システムを創り出す。初代魔王として丸い者の王ククルククルが選ばれる[34]。
- kuku0200年 丸い者の亜種である小さくて弱いリス族のケイブリスが魔人となる[35]。

超神ローベン・パーン、新たなメインプレイヤーとしてドラゴン族を創り出す。
魔王ククルククルとドラゴン族との戦いが始まる。
- kuku2014年 ククルククル倒される

### 魔王アベル時代
- AV0001年 偶然魔王ククルククルに止めを刺したアベルが新たに魔王となる[36]。

魔王アベルがドラゴン族の決闘の勝者が所有することを許された、唯一の女ドラゴンであり、生きた王冠であるカミーラをマギーホアの城から誘拐し魔人とする。
メガラスが魔人となる。
- AV0011年 アベルの掟破りの行為にドラゴン族激怒。ラストウォー勃発。ドラゴン族が団結して魔王アベルに挑む[37]。
- AV0056年 ラストウォー終結。魔王アベルがドラゴン王マギーホアに倒され牢獄に幽閉される[38]。
- AV0059年 大陸統一国家トロンが建国され、恒久的な平和が訪れる。
- AV0060年 ルドラサウム、ドラゴン族に飽きる。世界崩壊。
- AV0061年 天使によるドラゴン狩りが始まる。
- AV0721年 超神ローベン・パーン、新たなメインプレイヤーとして人類を創り出す。

### 魔王スラル時代
- SS0001年 スラルが魔王となる[39]。
- 魔王スラル、プランナーに魔王、魔人を無敵の存在にすることを願う。
- ガルティアが魔人となる。
- SS0420年 ケッセルリンクが魔人となる[40]。
- SS0500年 魔王スラル、実験段階の無敵能力が加わったことで魔王の血のキャパシティを超え魔王の血に飲み込まれて消滅する[41]。

### 魔王ナイチサ時代
- NC0001年 超神プランナーによりナイチサが新たな魔王に任命される[42]。
- レッドアイが魔人となる。
- パイアールが魔人となる。
- NC0321年 東部超大型地震発生。大地の一部が大陸から割れて外れる。
- NC0440年 天満橋が造られ、東の島と大陸が繋がれる。東の島はJAPANと命名される。
- NC0700年 JAPANの藤原石丸が一時的に世界の大半を支配する。
- NC0705年 魔王ナイチサ、魔人ザビエルに藤原家を討伐を命じる。魔人と魔軍により、200万の軍勢を持つ藤原家だったが、人類統一直前で崩壊。
- NC0706年 魔人ザビエルが藤原石丸、黒部、月餅と戦う。藤原石丸は殺され、黒部破壊されるが、その隙に月餅が魔人ザビエルを封印することに成功する。
- 魔人ザビエルの使徒、玄武が武家の娘、和華に一目惚れ。異次元空間を作りだし和華をそこに住まわせさんざん尽くしたが、和華は玄武には全くなびかなかった。
- NC0901年 死滅戦争勃発。東部オピロス帝国が魔王ナイチサに戦いを挑む[43]。
- NC09??年 魔軍により人類の大多数が死滅。これにより勇者のリミッターが外れ魔王殺しの能力が発動。ナイチサが大ダメージを受ける。
- NC0960年 勇者によって受けたダメージが原因で瀕死となったナイチサは、適合者であったジルに血の継承を行う。
- 勇者リミッターの存在を知ったナイチサが、継承に際してジルに警告を残す。

### 魔王ジル時代
- GL0001年 ジル、ナイチサの跡を継ぎ魔王となる[44]。ナイチサに勇者の存在を教えられる。
- GL0002年 ジル、勇者の能力を無効化するため全ての人類の国家を破壊し人類を奴隷化する[45]。これにより人類は「数」だけなら後の時代以上に繁栄する。
- このころノス、レイ、ジーク、メディウサが魔人となる。
- 超神プランナーと超神ローベン・パーン、2級神ラ・バスワルドを2つに分けて魔王ジルに与える。ラ・サイゼル、ラ・ハウゼルが魔人となる。
- GL0498年 盗賊カオス生まれる。
- GL0512年 日光生まれる。
- GL0515年 カフェ・アートフル生まれる。
- GL0533年 エターナルヒーロー、プランナーと面会[46]。怪我をしていたブリティシュ以外は願いを叶えてもらう。
- GL0550 - 0560年頃 ブリティシュ、過去に戦った魔女エイナの部下であるシンの罠にはまり禁呪をかけられる。以後、（現在の）盗賊の洞窟のコンクリートの中で過ごすことに。
- GL1000年 魔王戦争勃発。延命処理を施し、永遠に魔王であり続けようとしたジルと魔人筆頭ガイが戦う[47]。
- GL1004年 魔王戦争終結。魔剣カオスによってジルは封印される[48]。

### 魔王ガイ時代
- GI0001年 ガイが正式に魔王となる[49]。
- GI0001年 魔人ザビエル、1度目の復活。天志教により再度封印される。
- GI0020年 シルキィが魔人となる[50]。
- GI0024年 人類と魔王の新協定が成立。人類が魔物の奴隷から条件付きではあるが解放される[51]。
- このころバボラ、ワーグ、カイトが魔人となる。
- GI0294年4月7日 フリーク・パラディン生まれる[52]。
- GI0350年 ルーカ・ルーン（M・M・ルーン）、魔法バイオメタル（メタルマミー）を生み出す[53][54]。
- GI0353年 ルーカ・ルーン、24人の魔法使いたちと魔教団を結成[55][56]。
- GI0360年 魔教団、当時最強の軍事国家であったバルシン王国に宣戦布告（鉄兵戦争）3日で圧勝し、バルシン王国の跡地に魔都デトナルーカを建設[57][58]。
- GI0362年 大陸全土を支配した魔教団により、JAPAN全土が占領される。
- GI0363年 魔教団、人間界を統一[59][60]。
- GI0370年頃 闘神都市アルファ建造開始。
- GI0373年3月10日 ヴォルグ・ラウゼン・ストマウス生まれる[61]。
- GI0389年 闘神都市アルファ完成。魔教団、聖魔教団と改名する[62][63]。
- GI0420年 聖魔戦争（魔人戦争）勃発[64][65]。
- GI0420年 ケッセルリンクが魔人となる[66]。
- GI0420年4月13日 ディオ・カルミス生まれる[67]。
- 魔人たちの間で闘神落としが流行る。
- GI0440年12月15日 レプリカ・ミスリー生まれる[68]。
- GI0451年 蛮人たち（魔法を使えない人）、魔物たちと戦うことに耐えられなくなり、聖魔教団に反旗をひるがえす。このことを知ったM・M・ルーンは発狂。残存している闘神都市に蛮人抹殺命令を出す[69][70]。
- GI0452年 闘神都市ユプシロン、とある王国を壊滅させる。その際死亡したミスリー姫を魔法使いであったその兄が闘将レプリカ・ミスリーへと作り替える[71]。
- 魔人レキシントン、闘神落としをするため闘神都市ユプシロンに来襲。しかし闘将たちとの戦闘中に現れた魔人ノスに倒されてしまう。
- フリークとハンティ、魔法を無効化する体を持つレプリカ・ミスリーの協力を得て、M・M・ルーンを倒すことに成功する。
- 聖魔戦争終結[72]。聖魔教団は魔軍に無残な敗北を喫して終わる。
- GI0452年 JAPAN各地で反乱が発生。多くの戦国大名が生まれ、第3次戦国時代へ突入
- GI0452年 足利尊氏がJAPANを統一する
- GI0460年 JAPANで参勤交代がスタートされる。北条家により、地獄穴封鎖の試みが開始される
- GI0500年 魔人ザビエル2度目の復活。天志教のことを想定して蘇ったザビエルが、玄武、朱雀、白虎、青龍と共に暴れまわる。日光を持った勇者と天志教によって3度目の封印をされる。
- GI0532年 ザナゲス・ヘルマン、各国の王に領土を賭けた一騎討ちを次々と挑み、62連勝して61の地域を制圧し、ヘルマン共和国を建国する[73]。
- GI0533年 ザナゲス・ヘルマン、無理な連戦により体を壊し死亡する。
- GI0534年 ヘルマン共和国の各地で反乱発生。大規模な戦いの後、反乱軍のリーダー、グロス・リーザスが新国家リーザス王国を建国する[74][75]。
- GI0544年 第1次HL（ヘルマン・リーザス）戦争。ヘルマン共和国がリーザス王国に侵攻。ヘルマンが圧勝するものの征服には至らず[76][77]。
- GI0554年 第2次HL戦争。ヘルマンがリーザスに再び侵攻。10年に1度のお祭り戦争が始まる[78][79]。
- GI0564年 第3次HL戦争。またヘルマンが遊び半分でリーザスを蹂躙。破壊と略奪を繰り返す[80][81]。
- GI0574年 第4次HL戦争。リーザスを甘く見たヘルマンがリーザスの奇策により撃退される。ついに勢力が拮抗する[82][83]。
- GI0584年 第5次HL戦争。ヘルマンが再びリーザスに攻め込むが撃退され、和平条約を結ぶ[84][85]。
- GI0618年 JAPANにてオロチと地震の関係が明らかとなる。巫女システム開発、巫女機関設立
- GI0762年 バボラ蘇る[86]。
- GI0797年 南部の小国のダラス国探索隊が闘神都市ユプシロンを探検する[87]が、魔物によって帰る手段を無くしてしまい、以後カサドの街を作りそこに住み着くことになる。
- GI0800年 南部代理戦争勃発。それぞれの勢力にリーザス、ヘルマン、魔人が後押しする[88][89]。
- GI0802年 魔法使い達が使徒ルーシーの協力や聖魔教団の技術を得て外部勢力を一掃。魔人の後押しを受けた勢力が勝利。ゼス王国が建国される[90]。
- GI0808年 ゼス王国、モエモエ王国を併合する[91]。
- GI0813年 ケイブリスダーク発生。ケイブリスが3ヶ月にわたりゼス王国を荒らし回る[92]。
- GI0815年 メディウサダーク発生。メディウサが1年にわたりゼス王国を荒らし回る。ゼス王国では今後の魔軍への対策として、マーゼルラインの建築計画が立てられる[93]。
- GI0816年 ゼスヘルマン戦争。ヘルマン共和国、中央大地を横断してゼス王国に侵攻。ゼス軍は相次ぐ魔人の侵攻で疲弊していたが、全国民の力を終結させて迎撃。最終的にはゼス王国は禁断の魔法を使い、中央大地を砂漠化、ヘルマン共和国の侵入を防ぐとともに、以後ヘルマンが侵入できないようにした[94][95]。
- GI0845年 ゼス王国、マーゼルラインを完成させる[96]。
- GI0847年 ゼス王国、マーゼルラインにより魔軍の侵攻を防ぐ[97]。
- GI0850年 ガイと人間の間にホーネットが生まれる[98]。
- GI0859年 サテラが魔人となる[99]。
- GI0860年 ホーネットが魔人となる[100]。
- GI0885年 山脈攻防。久しぶりにヘルマン、リーザス間で大規模な戦争となるが双方痛み分けで終わる[101][102]。
- GI0888年 ゼス・リーザス戦争。領土の大半を支配しリーザスの首都まで迫ったが、暴君だった当時のゼス王が暗殺され講和が成立する[103][104]。
- GI0898年 サテラ、シーザーを完成させる。
- GI0910年 足利家崩壊。JAPANで第四次戦国時代が始まる
- GI0912年 レッドアイダーク発生。マーゼルラインをレッドアイに乗っ取られたため、ゼス王国はまたしても魔軍に侵攻されることとなる[105]。
- GI0913年 ゼス王国にて反魔法使い勢力による内乱が発生するがすぐに鎮圧される。この事件を機に魔法使いと一般市民の間に大きな身分差が生じるようになった[106]。
- GI0940年 ゼス王国、マーゼルライン爆破作戦を決行。レッドアイの体と化していたマーゼルラインに勇者が挑みレッドアイを撃退する[107]。このとき、カミーラの使徒アベルトが行方不明となる。
- GI0956年 ゼス王国のレジスタンスのまとめ役としてペンタゴンが設立される[108]。
- GI0960年3月12日 ビッチ・ゴルチ生まれる[109]。
- GI0971年8月8日 リズナ・ランフビット生まれる。
- GI0980年 ゼス王国、マジノラインを完成させる[110]。
- GI0986年 リズナ、応用学校卒業試験の際に転移トラップに引っかかり、学友数名と共に玄武の異次元空間へと飛ばされる[111]。先に捕まっていたマリモローンに騙され代わりに玄武城に捕らわれることに。
- GI0988年10月10日 ヒューバート・リプトン生まれる[112]。
- GI0990年2月3日 リック・アディスン生まれる[113]。
- GI0995年9月23日 デンズ・ブラウ生まれる[114]。
- GI0996年3月22日 レイラ・グレクニー生まれる[115]。
- GI0996年8月22日 イオ・イシュタル生まれる[116]。
- GI0997年9月9日 バード・リスフィ（バード・リスフーイ）生まれる。
- GI0998年1月5日 ランス生まれる[117]。
- GI0999年1月30日 魔想志津香生まれる[118]。
- GI0999年9月8日 マリア＝カスタード生まれる[119]。
- GI1000年2月10日 シィル・プライン生まれる[120]。
- GI1000年12月13日 メリム・ツエール生まれる[121]。
- GI1001年4月29日 ジュリア・リンダム生まれる[122]。
- GI1001年6月3日 見当かなみ生まれる[123]。
- GI1002年 ランス、片腕の騎士に連れられて自由都市地帯にある村「ゴモラタウン」に現れる。騎士はそのまま死んでしまったのでランスは村長の家に預けられる[124]。
- GI1003年8月11日 アリシア及びシンシア生まれる[125]。
- GI1008年頃 邪魔者ハンターというゲームがはやる。
- GI1009年 自由都市地区の街カスタムの町で魔導士ラギシスが弟子を取り塾を始める[126]。
- GI1009年頃 ハピネス製薬設立される。
- GI1011年 ゼス王国、当時のゼス王の命令で国内の異文化撲滅政策を実施されムシ使い一族が数人を残して全滅する[127]。
- GI1011年 ランス、性に目覚める。この頃より村の問題児になりはじめる。
- GI1012年 ランス、初体験（相手は村長の次女（和姦））この頃より女の子にたいして見境がなくなる。
- GI1012年 ランス、村長の娘など村の複数の女の子に手を出しているのがばれ、村を追い出されてしまい、21歳の女戦士に付いて行き、しばらく女戦士と冒険生活をすることになった[128]。
- GI1012年 JAPANにて妖怪大戦争が勃発。九尾の狐を中心とした妖怪が人類に戦いを挑む。当時最大勢力だった織田家が梵天丸とともに事件を終らせるが、これにより織田家は当主を失い弱体化する
- GI1013年 ガンジーがゼス国王に就任する[129]。
- GI1014年 ランス、一緒に冒険していた女戦士が冒険中に死亡してしまったため一人になるが、アイスの街のキースギルドに所属し1人で生活を始める[130]。千鶴子、ナギ、マジックがゼス王国四天王に就任する[131]。
- GI1015年 魔王ガイ、継承者として来水美樹を次元3E2から誘拐してくる。魔王継承の儀式が終わった後、ガイは小川健太郎によって殺される[132]。魔王親衛隊長レーモン・C・バークスハム、美樹を完全に覚醒させるために悪の塔に連れ込む。美樹を取り戻しに来た健太郎が使用した、魔法アイテム「赤い涙」によってバークスハムは撃退される。バークスハムは弱っていたところをノスにとどめを刺される。今後の方針を巡り、独自路線を突っ走るますぞゑと、元の体に戻ろうとしているザビエル以外の魔人達が、ホーネット派とケイブリス派の2派に分裂。以後魔人同士で抗争をすることになる。

パパイアがゼス王国四天王に就任する。
パラパラ砦の攻防。ヘルマンがゼスと組んでリーザス侵攻を行おうとしたが、ゼスへの内通失敗とリックの活躍により失敗に終わる。

### 魔王リトルプリンセス時代
- LP1年 ケイブリスとホーネットが方針の相違により、対立。魔人間で大規模な内乱が始まる。魔王リトルプリンセスこと来水美樹、一時的にリーザスに身を寄せる[135]。
- LP1年4月 拉致され奴隷として売られていたシィル・プラインがランスに買われる。
- LP1年8月 リーザスの名家ブラン家の長女、ヒカリ・ミ・ブランが行方不明になる事件が起こる[136]。
- LP1年10月 自由都市地区の街カスタムが陥没する事件が発生[137]。ノス、ジル復活計画を実行に移す。アイゼル、サテラをそそのかし、ホーネット派を離脱する。パットン、3人の魔人たちにそそのかされリーザス侵略を決意する。
- LP2年3月 ヘルマン第3軍、リーザス城を占領する。かなみ、ランスにリア救出及びリーザス奪回を依頼する。
- LP2年4月 パットン王子率いるヘルマン第3軍が魔人ノスと手を組みリーザス全土を一時的に制圧。一時は自由都市地帯のラジールまで制圧したが、その後リーザス解放軍にカスタム侵攻戦、ジオ大会戦、リーザス城防衛戦と相次いで破れ第三軍は壊滅した[138]。名将トーマ・リプトンも戦死。リーザス解放軍、ゴールデンランス作戦によりリーザス城内部への進入成功。ランス、リーザス城地下にあった魔剣カオスを手に入れるが、それによってジルの封印が解けてしまい、魔王ジルが復活する。カオスの封印を解いたランスが魔人アイゼル、ノス、サテラを倒し、魔王ジルも再度封印しようとするが[139]、それを嫌ったジルの自分もろともランスを異空間に引きずり込む作戦により、異空間にシィルと共に閉じこめられる[140]。長い間病に伏していたヘルマン国王が死去（暗殺説もあるが真偽は不明）。[141]
- LP2年5月 ヘルマン共和国評議会、ビッチの提案により闘神都市ユプシロン探索を決定。
- LP2年6月 リア・パラパラ・リーザスがリーザスの新しい王となる。名実ともに最高権力者へ[142]。同日、シーラ・ヘルマンがヘルマンの新皇帝に即位、共和制から帝政へと移行しヘルマン帝国と国名を改める[143]。ヘルマン、闘神都市探索隊出発。
- LP2年7月 異空間を漂っていたランス、光の神のブロマイドを踏みまくったせいで、闘神都市ユプシロンへと飛ばされる。リーザス（+カスタム）、ランス捜索隊出発[144]。
- LP2年8月 フロストバイン、あてな2号を完成させる。ビッチ、闘神ユプシロンを起動させる。ユプシロンは停止前の命令に従い人類を攻撃しようとする。ランス、ユプシロンを破壊。その結果、闘神都市ユプシロンも全機能を停止し墜落する[145][146]。カサドの街の住人、闘神都市ユプシロン墜落地点に街を作り、闘神都市と名付ける。ジョセフ、エンジェル組アイスの街支部から、ウェンリーナーを誘拐。エンジェル組アイスの街支部、ウェンリーナーを誘拐された報復にハピネス製薬本社工場地下にモンスターを送り込む。
- LP2年10月 ランス、キースギルドからハピネス製薬のモンスター退治の依頼を受ける。モンスターを送り込んでいたのはエンジェル組だと判明。ドハラス社長、ランスに事件解決を依頼[147]。
- LP2年12月 ランス、キースギルドから依頼を受けるが、洞窟探索中に玄武の異空間へと迷い込む。ゼス王国にて12月革命が起こる。ペンタゴンが反ガンジー派の貴族達とともにクーデターを起こすが鎮圧される。穏健派のレジスタンスとしてアイスフレームが結成される[148]。
- LP3年1月 カミーラ、10万の大軍を率いてゼス王国に侵攻しようとするが、稼働したマジノラインによる圧倒的な火力の前に5万の損害を受け撤退する[149]。
- LP3年1月 アイスフレーム、2級市民の大規模救出作戦に失敗し、壊滅的損害を受ける[150]。
- LP4年 マリア・カスタードが発明したチューリップ1号がJAPANの種子島家に伝来しこれを基に後に鉄砲が発明される。
- LP4年3月 ランス、キースギルドの依頼を受けてゼス王国にやってくる。
- LP5年 魔人ザビエルが織田家の当主信長に乗り移り復活するも、ランス達に倒され、魔王美樹に吸収されて完全消滅する。

## 関連商品

### ノベライズ
あかほりさとる・オリジナルストーリー、長谷川勝己・文によるノベライズ。
- ランス1 極寒のパンドーラ（1996年5月10日、ワニブックス） ISBN 4-8470-3185-7
- ランス2 灼熱のドゥマ城（1997年2月10日、ワニブックス） ISBN 4-8470-3221-7
- ランス3 虚空の魔少女アミィ（1997年12月15日、ワニブックス） ISBN 4-8470-3261-6

### ドラマCD
- Rance 〜真実のランス〜（1996年4月30日発売、コンパス） CBCS-13

### OVA

#### Rance 砂漠のガーディアン
1993年12月25日に徳間ジャパンコミュニケーションズから『Rance 砂漠のガーディアン』のタイトルで発売されている。
声の出演
- ランス - 矢尾一樹
- シイル - 岩坪理江
- アニー - 松井菜桜子
- ロンメル - 里内信夫
- ウィルス - 渡辺美佐
- アトラスハニー - 塩屋浩三

スタッフ
- 原作 - アリスソフト（「ランス」より）
- オリジナルストーリー・脚本 - あかほりさとる
- 監督 - 本谷利明
- キャラクターデザイン・作画監督 - 山田捨吉、猫野乃々美
- 絵コンテ - 秋山健士
- 演出 - 富井恒
- 美術監督 - 横瀬直士
- 撮影監督 - 岡崎英夫
- 音楽 - 武井浩之
- 音響監督 - 渡辺淳
- プロデューサー - 菊川幸夫
- 制作プロデューサー - 沢登昌樹、加藤長輝、野村和史
- 制作協力 - A.P.P.P.
- 制作 - アニメイトフィルム
- 製作 - 徳間ジャパンコミュニケーションズ

主題歌
オープニングテーマ「ためいきのスターライトファイヤー」
作詞 - 朝倉京子 / 作曲 - KIM / 編曲 - 武井浩之 / 歌 - 須藤まゆみ
エンディングテーマ「太陽が見ている」
作詞 - 水野礼子 / 作曲 - 伊美夏 / 編曲 - 武井浩之 / 歌 - 倉橋宇多子
シリーズ
- MAIL ORDER VIDEO ANIMATION 『Rance 砂漠のガーディアンI』 1993年12月25日発売 LD:TJM-12
- MAIL ORDER VIDEO ANIMATION 『Rance 砂漠のガーディアンII』 1993年12月25日発売 LD:TJM-13
- 『Rance 砂漠のガーディアン』 1994年7月22日発売 VHS:TKVA-1010
- 『Rance 砂漠のガーディアン』 1994年12月25日発売 LD:TKLA-50156

### トレーディングカード
ハーレムマスター
ティーアイ東京が制作したアリスソフトのゲーム全般を題材としたトレーディングカードゲーム。現在Ver.6までリリースされている。
オフィシャルガイドブックが出版されている。「ハーレムマスターオフィシャルガイド」（メガストア編集部編集、コアマガジン発行、2001年1月5日発行） ISBN 4-87734-419-5
キャラクターカードの「所属」がランスシリーズ以外の場合には『ママトト』、『DiaboLiQuE』、『ぱすてるチャイム -恋のスキルアップ-』、『DARCROWS』などと作品ごとになっているが、ランスシリーズの登場人物だけはリーザス（これはさらにリーザス王室、リーザス親衛隊、リーザス魔法部隊、リーザス軍、リーザス一般人などと細かく分かれている）、ヘルマン、ゼス、JAPAN、自由都市群、魔人界、異世界の住人などと細かく分かれており、ランスシリーズ中心の構成になっている。
リセ
シルバーブリッツのカードゲーム、Lyceeに参戦している。収録エキスパンションは、Alicesoft1.1など。